# Saint-Aubin-du-Désert

Saint-Aubin-du-Désert este o comună în departamentul Mayenne, Franța. În 2009 avea o populație de 287 de locuitori.